# Melkoza
Melkoza är ett distrikt i Etiopien.   Det ligger i zonen Hadiya och regionen Ye Debub Biheroch Bihereseboch na Hizboch, i den sydvästra delen av landet, 400 km sydväst om huvudstaden Addis Abeba.